# TMEM98
TMEM98 (англ. Transmembrane protein 98) – білок, який кодується однойменним геном, розташованим у людей на короткому плечі 17-ї хромосоми. Довжина поліпептидного ланцюга білка становить 226 амінокислот, а молекулярна маса — 24 611.
| 10         |  | 20         |  | 30         |  | 40         |  | 50         |
| ---------- |  | ---------- |  | ---------- |  | ---------- |  | ---------- |
| METVVIVAIG |  | VLATIFLASF |  | AALVLVCRQR |  | YCRPRDLLQR |  | YDSKPIVDLI |
| GAMETQSEPS |  | ELELDDVVIT |  | NPHIEAILEN |  | EDWIEDASGL |  | MSHCIAILKI |
| CHTLTEKLVA |  | MTMGSGAKMK |  | TSASVSDIIV |  | VAKRISPRVD |  | DVVKSMYPPL |
| DPKLLDARTT |  | ALLLSVSHLV |  | LVTRNACHLT |  | GGLDWIDQSL |  | SAAEEHLEVL |
| REAALASEPD |  | KGLPGPEGFL |  | QEQSAI     |  |            |  |            |

A: Аланін

C: Цистеїн

D: Аспарагінова кислота

E: Глутамінова кислота

F: Фенілаланін

G: Гліцин

H: Гістидин

I: Ізолейцин

K: Лізин

L: Лейцин

M: Метіонін

N: Аспарагін

P: Пролін

Q: Глутамін

R: Аргінін

S: Серин

T: Треонін

V: Валін

W: Триптофан

Локалізований у мембрані.